# كريس بوكر
كريس بوكر (بالإنجليزية: Chris Booker)‏ هو مقدم برامج إذاعية أمريكي، ولد في 20 مايو 1971 في الولايات المتحدة.

## وصلات خارجية
- كريس بوكر على موقع IMDb (الإنجليزية)